# Мельников Анатолій Васильович (1922—2001)
Мельников Анатолій Васильович (6 вересня 1922—20 жовтня 2001) — молодший лейтенант Робітничо-селянської Червоної Армії, учасник Другої світової війни, Герой Радянського Союзу (1990).

## Біографія
Анатолій Мельников народився 6 вересня 1922 року в селі Велика Царівщина Самарської області.
Закінчив вісім класів школи та перший курс Куйбишевського річкового технікуму. У березні 1941 року Мельников був призваний на службу до Робітничо-селянської Червоної Армії. 1942 року закінчив Борисівське автобронетанкове училище. З грудня цього року — на фронтах Другої світової войны.
До грудня 1943 року молодший лейтенант Анатолій Мельников командував танком 379-го танкового батальйону 173-ї танкової бригади 52-ї армії 2-го Українського фронту. Відзначився під час визволення Черкаської області Української РСР. У ніч з 10 на 11 грудня 1943 року під Черкасами Мельников на чолі групи з двох танків з десантом на броні пройшов у німецький тил і атакував супротивника на східній околиці міста, знищивши 4 бронемашини, 12 автомобілів та 2 склади, а також біля роти німецької піхоти. У тому бою танк Мельникова був підбитий, а сам він отримав тяжке поранення, але його врятували і відправили до госпіталю. Командування, не знаючи про те, що Мельников вижив, посмертно представило його до звання Героя Радянського Союзу, проте тоді подання не було реалізовано. У квітні 1944 року Мельников був звільнений у запас через поранення.
Жив у Самарі, закінчивши річковий технікум, працював на річкових теплоходах, потім викладав у тому ж технікумі.